# Hotel Touring Club

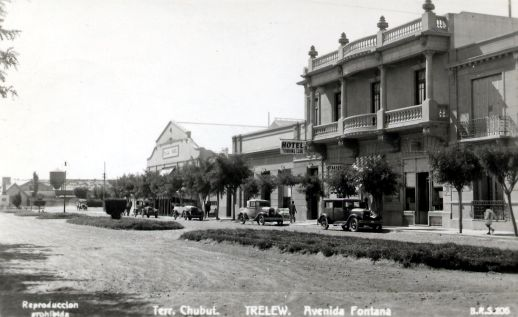
Vista de la Avenida Fontana con el hotel a principios del siglo XX

El Touring Club es un histórico hotel ubicado en el centro de la ciudad de Trelew, provincia del Chubut, Argentina. Patrimonio cultural de la ciudad, fue en su momento el hotel más importante y confortable de la Patagonia. Su confitería constituye un tradicional sitio de reunión en la sociedad trelewense.
El hotel ha hospedado a diferentes personalidades: Julio Argentino Roca, Butch Cassidy, Sundance Kid, Antoine de Saint-Exupéry, Próspero Palazzo, Juan Manuel Fangio, entre otros. También aquí se han gestado importantes proyectos como el dique Florentino Ameghino, Aluar, el Complejo hidroeléctrico Futaleufú, Canal 3, partidos políticos, clubes, etc.

## Historia
El solar que ocupa fue adquirido con fin de hotel por la Compañía de Tierras de Sudamérica a la Compañía Ferrocarril Central del Chubut, en 1890 y se conforma el "Hotel Globo". A su lado se ubicaba el "Hotel Argentino", destruido por un incendio. En 1906 ambas propiedades fueron adquiridas por Agustín Pujol. Este levantó quince habitaciones y el actual salón confitería, de lo que se llamó "Hotel Martino".
En 1926 se inauguró oficialmente el Touring Club, que había sido ampliado en 1924 y constaba de un gran salón de fiestas con balcones a la Avenida Fontana, la actual confitería y comedor y cincuenta habitaciones. Desde el principio tuvo baños con agua caliente y fría e incluía en los sanitarios el bidé. La mayoría de sus materiales, mayólicas, espejos, granitos, etc., fueron traídos de Europa en barco hasta Puerto Madryn y después a Trelew por el ferrocarril. Además, por su nivel técnico y equipamiento, fue un establecimiento de avanzada, siendo un representante tardío de la Belle Époque. Los actuales dueños adquirieron el edificio en 1949. Durante una época también funcionó la sede del Rotary Club en la ciudad.
Dice la dueña del hotel acerca del hotel y su nombre: 

"Es un edificio histórico, un bien cultural que nosotros hemos mantenido sin modificaciones en la arquitectura, aun cuando se han hecho refacciones" (..) "por el año `52 instalamos la calefacción y el gas"
Manuela Fernández al Diario Jornada, el 26 de agosto de 1992

"Parece que la intención era denominarlo así por el turismo, las comodidades que tenía eran todo un adelanto; tenía la máquina de lavar y la de planchar sábanas que se pueden ver en el Museo Regional".
Manuela Fernández

El 25 de julio de 1995 fue declarado Patrimonio Cultural.

## Galería

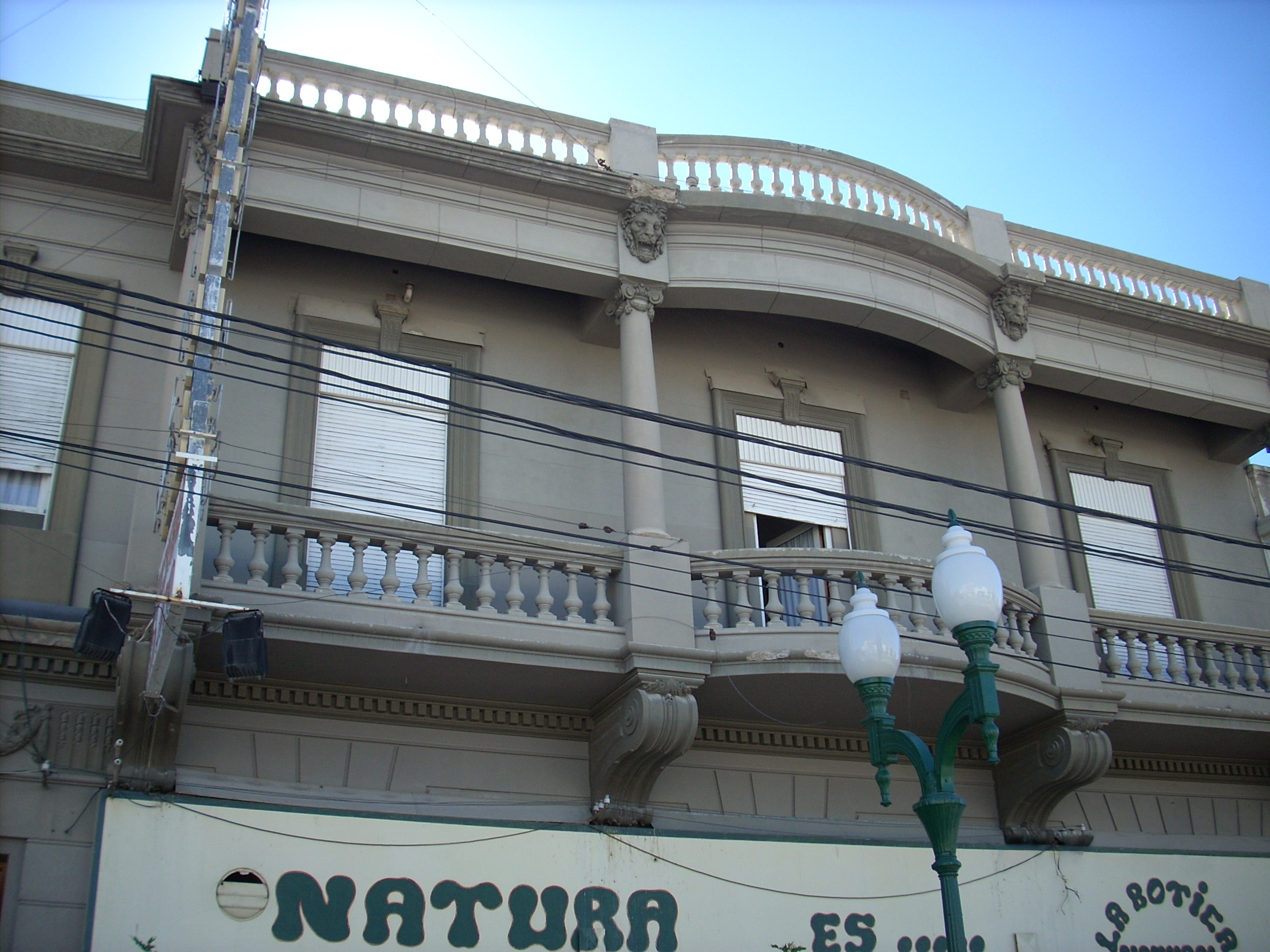
Parte del frente
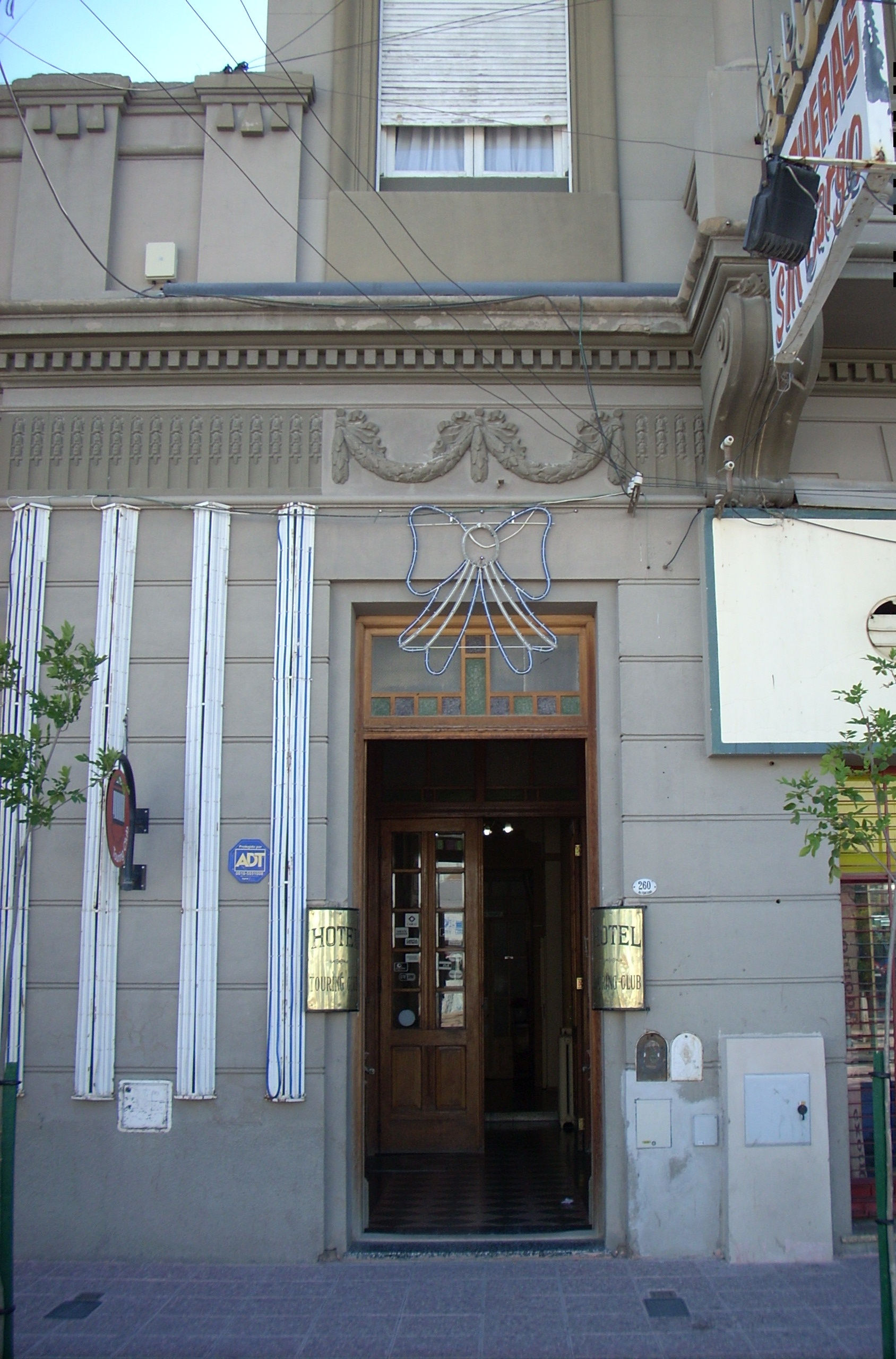
Entrada al hotel
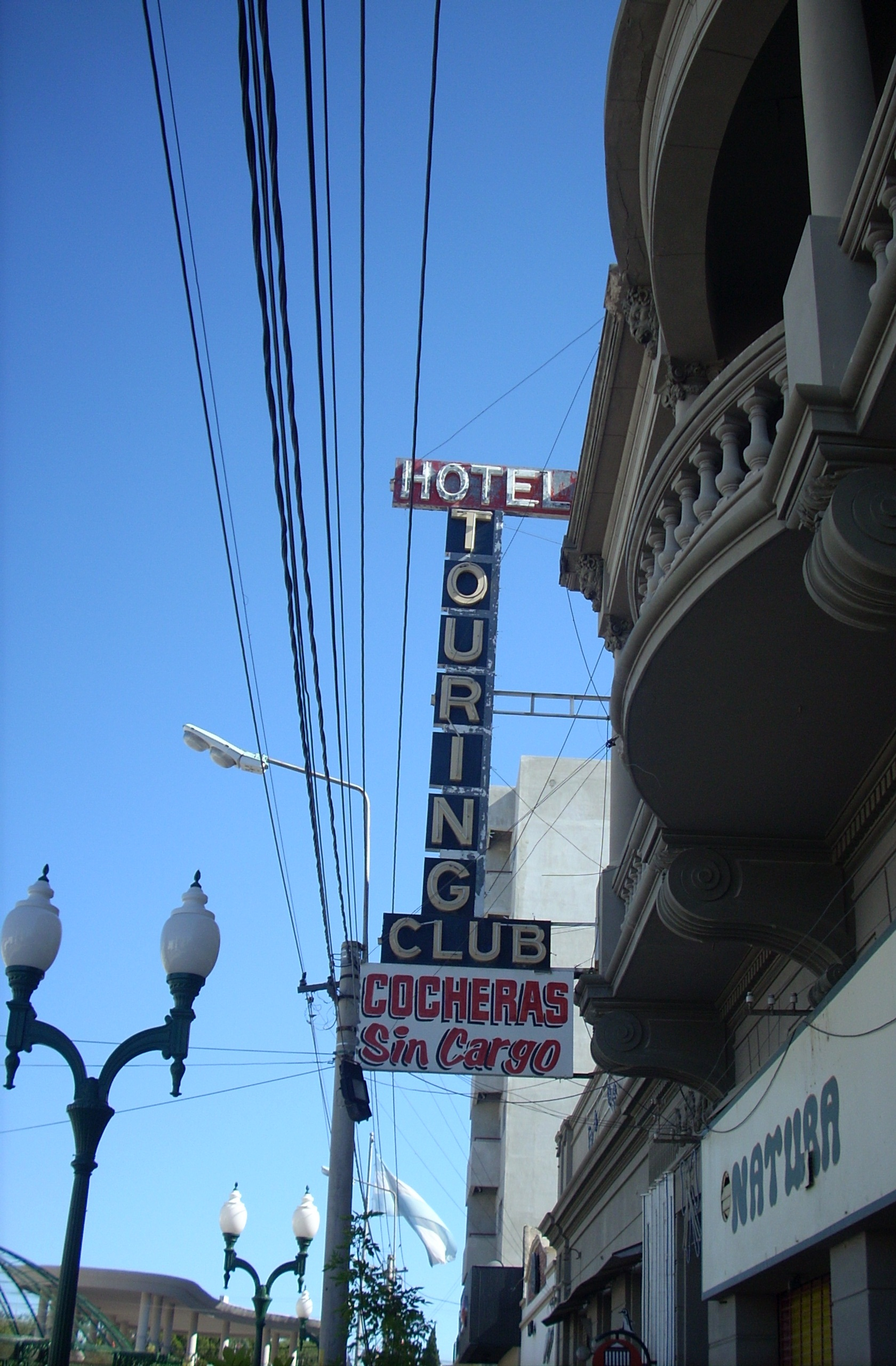
Cartel en la Avenida Fontana
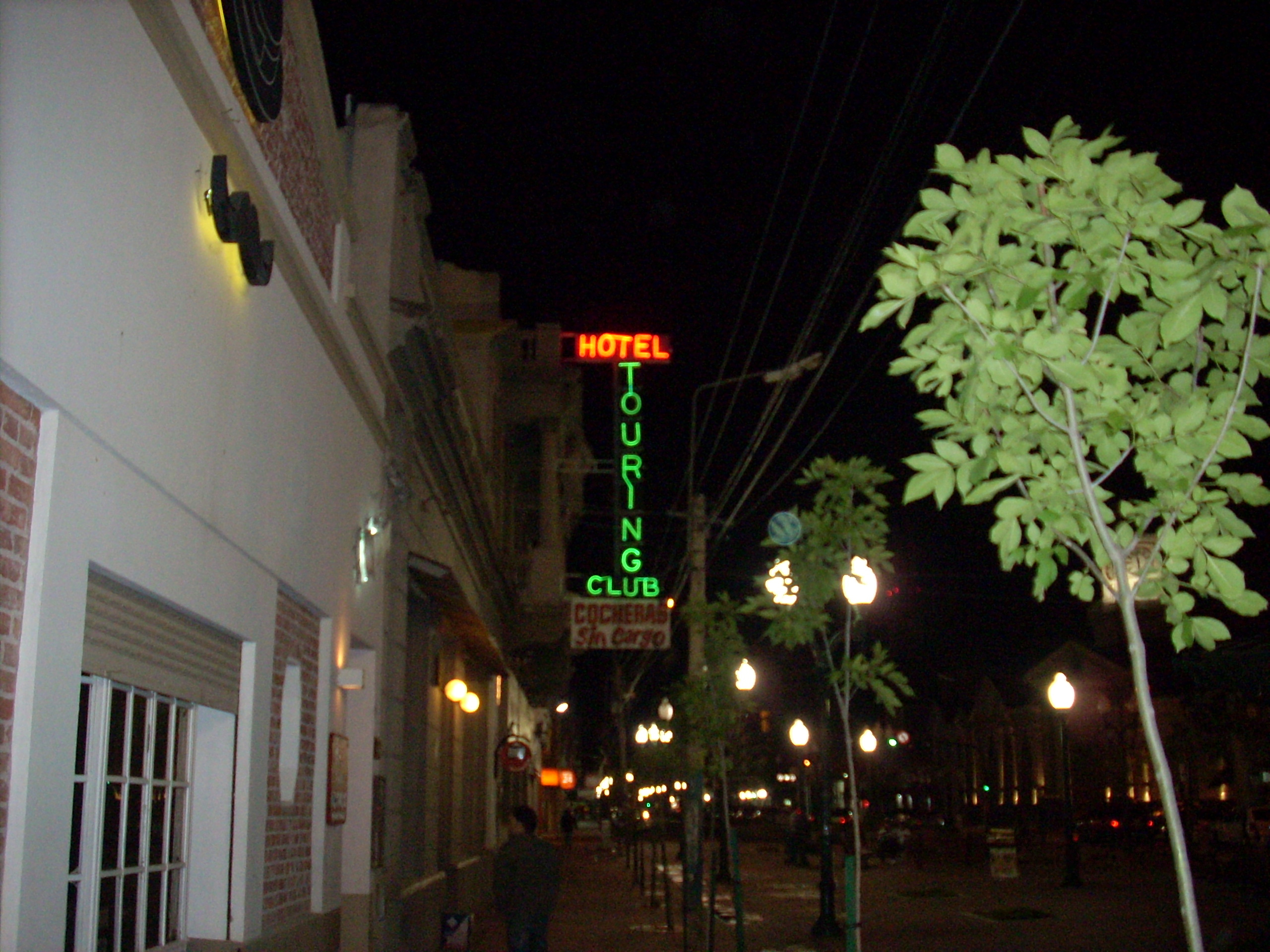
Vista nocturna
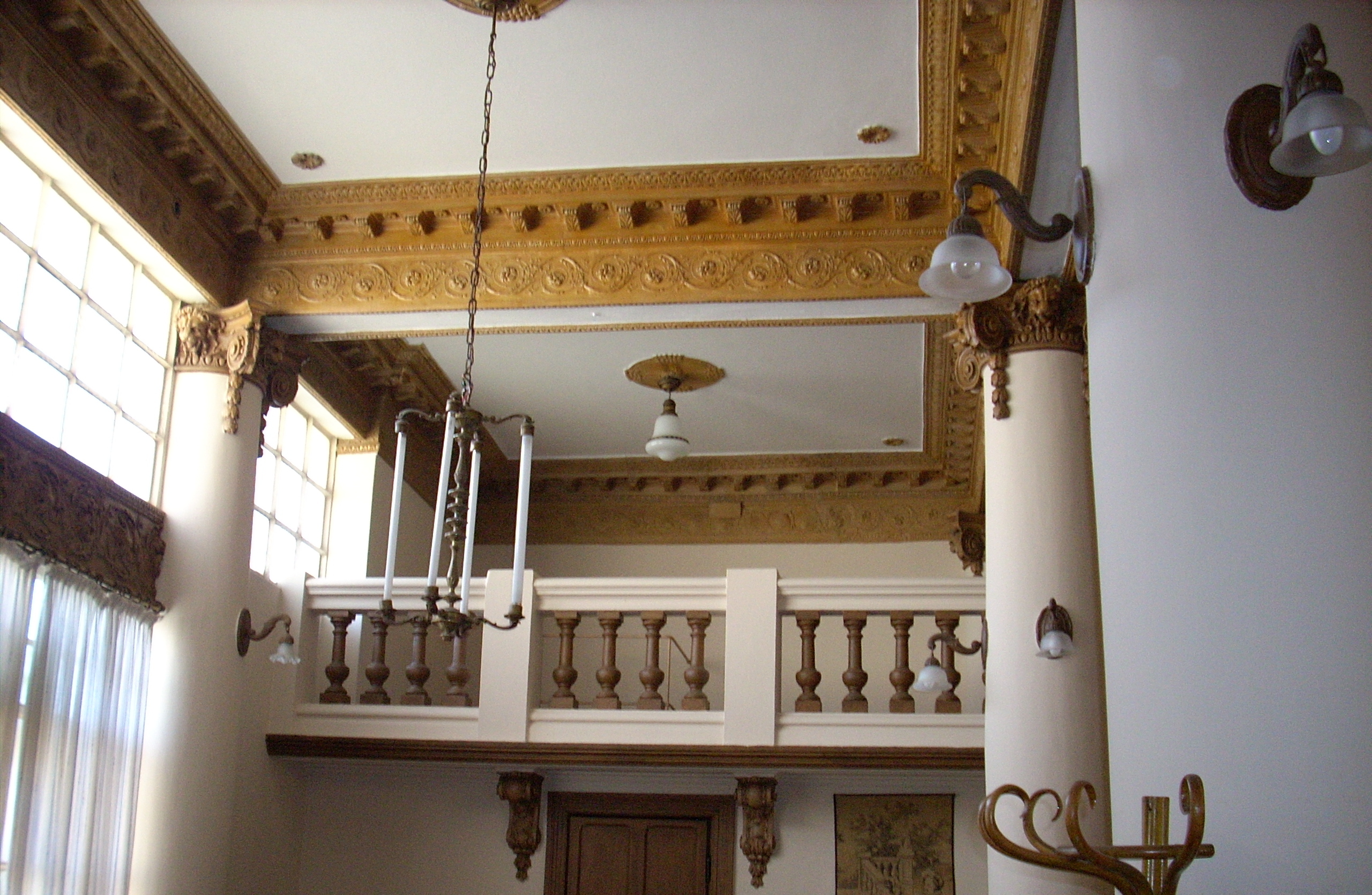
Interior
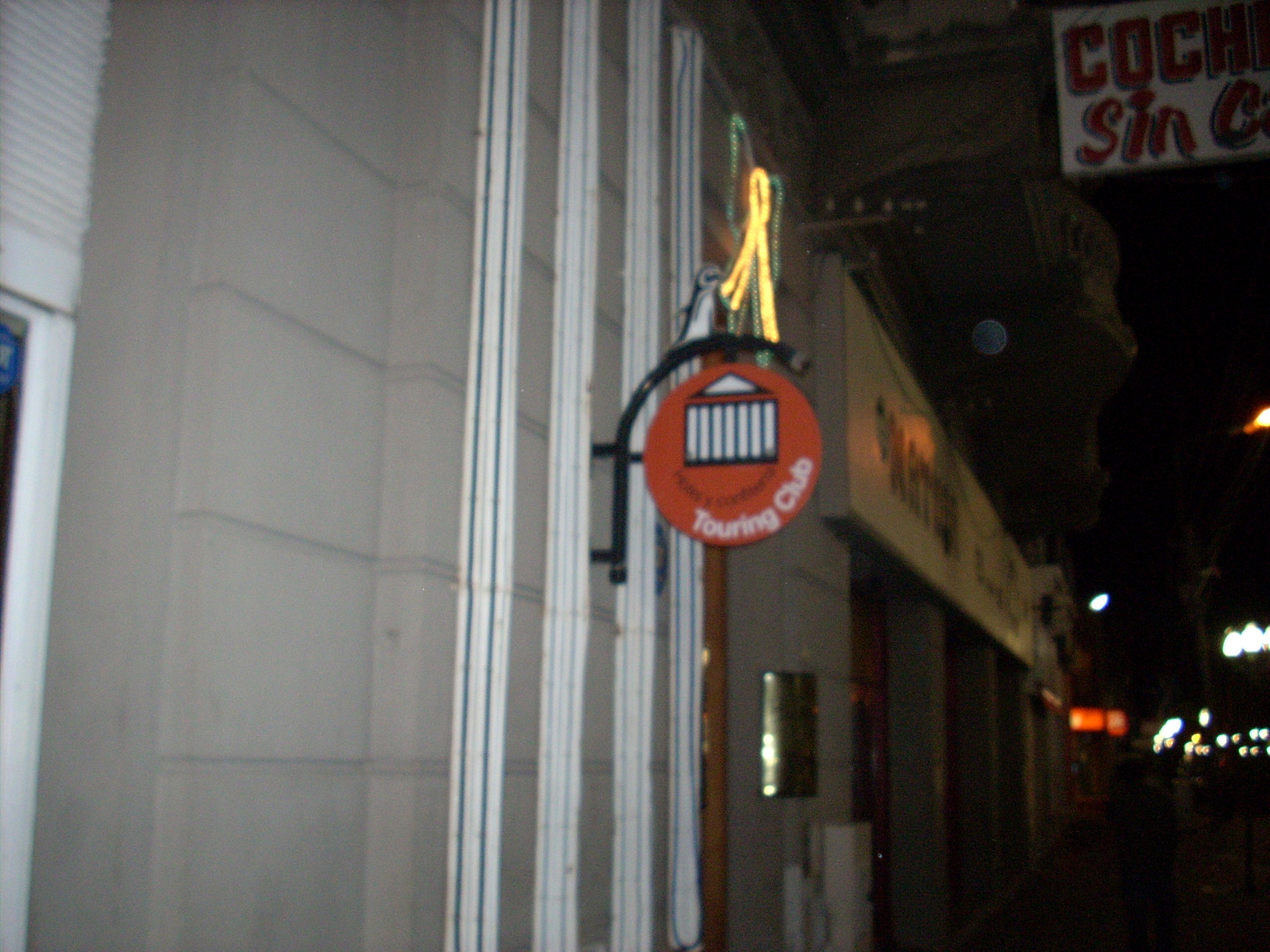
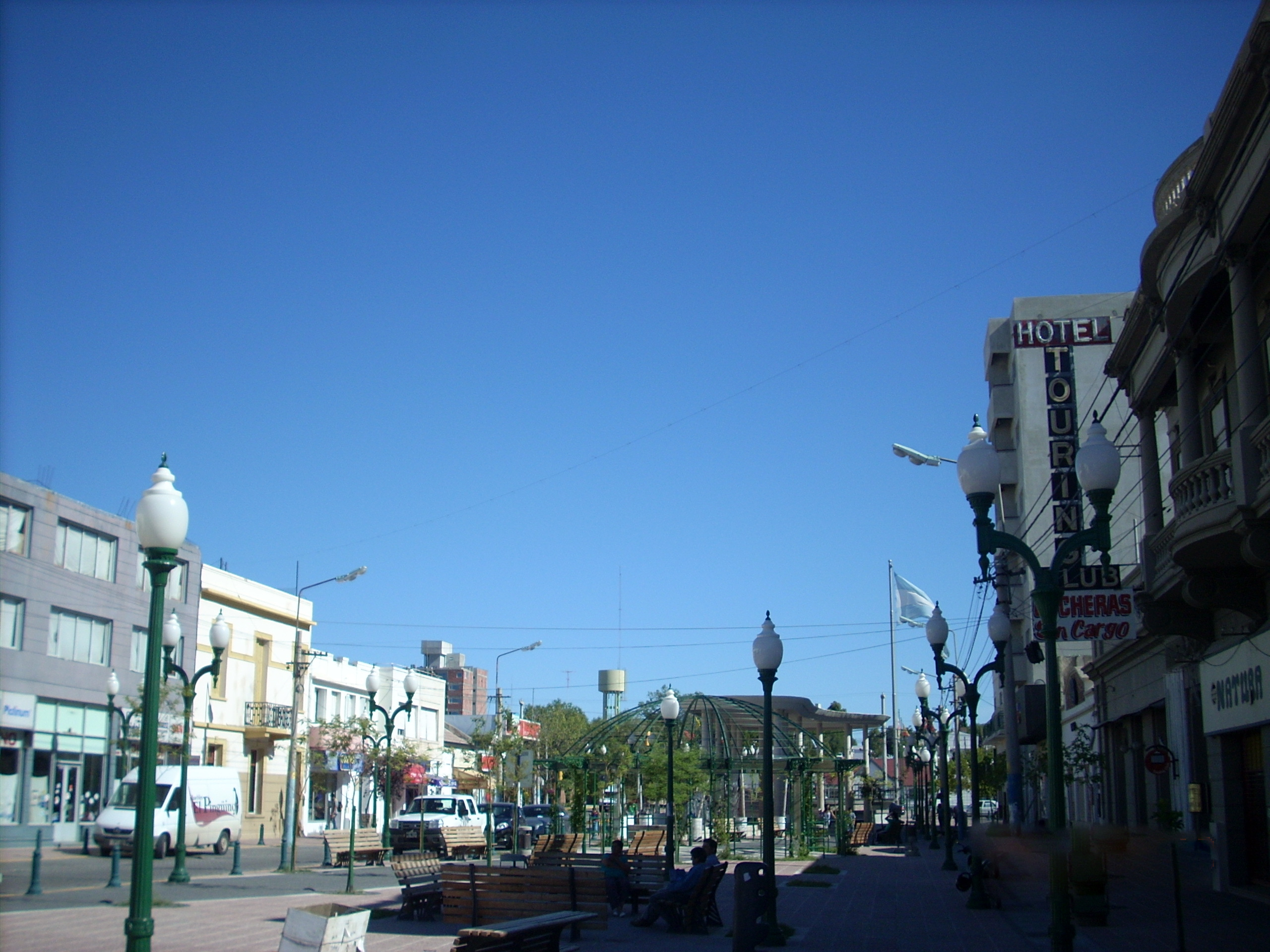
Peatonal Fontana
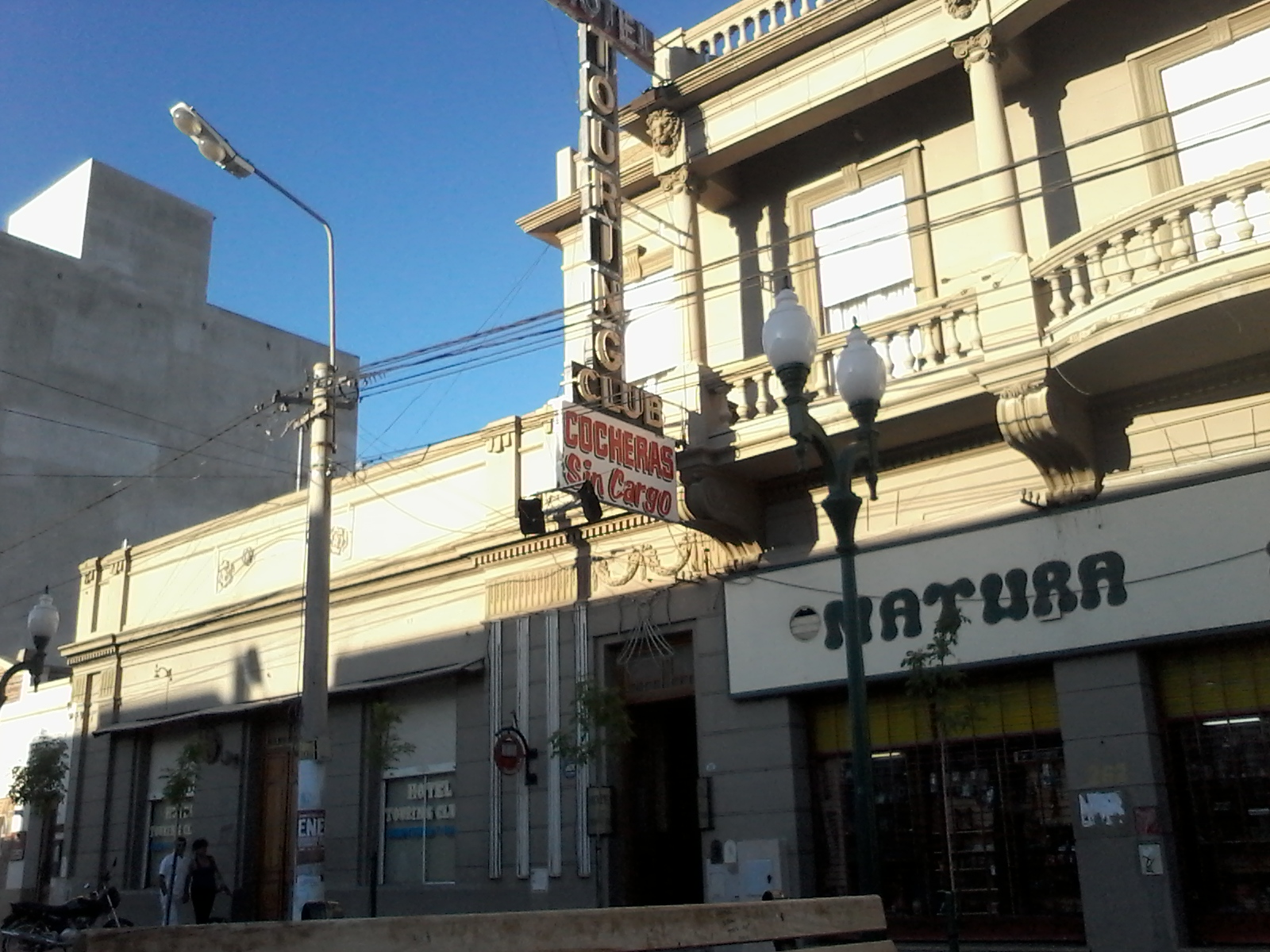
Sección frontal